# Międzylesie (Sainte-Croix)
Pour les articles homonymes, voir Międzylesie (homonymie).
Międzylesie est une localité polonaise de la gmina et du powiat de Włoszczowa en voïvodie de Sainte-Croix.